# Тривиальные объекты в алгебре
В алгебре (разделе математики), многие алгебраические структуры имеют тривиальные, то есть простейшие объекты. Как множества, они состоят из одного элемента, обозначаемого символом «0», а сам объект — как «{0}», или просто «0» смотря по контексту (например, в точных последовательностях). Объекты, соответствующие тривиальным случаям, важны для унификации рассуждений: например, удобнее сказать, что «решения уравнения T x = 0 всегда составляют линейное пространство», нежели делать оговорку «… либо множество {0}».
Важнейшими из таких объектов являются:
- Тривиальная группа, простейшая из групп.
Является также простейшей из абелевых групп, и все нижеперечисленные объекты наследуют её структуру, понимаемую как сложение.
- Тривиальное кольцо, простейшее из колец.
- Нулевой (тривиальный, или пустопорождённый) модуль, простейший из модулей над заданным кольцом R).
- Нулевое (или нульмерное) линейное пространство над полем R, простейшее из линейных пространств.
- Нулевая алгебра, простейшая из алгебр над кольцом или над полем R.

В трёх последних случаях умножение на скаляр определяется как κ0 = 0 , где κ ∈ R.
Всякая нулевая алгебра также тривиальна как кольцо. Нулевая алгебра над полем является нулевым линейным пространством, а над кольцом — нулевым модулем.

## Трактовка при помощи теории категорий
С точки зрения теории категорий, тривиальный объект является терминальным, а иногда (в зависимости от определения морфизма) нулевым (то есть одновременно терминальным и начальным) объектом.
Тривиальный объект единственнен с точностью до изоморфизма.
Терминальность тривиального объекта означает, что морфизм A → {0} существует и единственнен для любого объекта A в категории. Этот морфизм отображает всякий элемент объекта A в 0.
В категориях Rng (колец без обязательной единицы), R-Mod и VectR, тривиальное кольцо, нулевые модуль и пространство соответственно являются нулевыми объектами. Нулевой объект по определению начален, то есть морфизм {0} → A существует и единственнен для любого объекта A в категории. Этот морфизм отображает 0, единственный элемент объекта {0}, в нуль 0 ∈ A. Это мономорфизм, и его образ (подмодуль/подпространство в A, порождённый нулём элементов) изоморфен {0}.

## Структуры с единицей
В структурах с единицей (нейтральным элементом умножения) дело не так просто. Когда определение морфизма в категории требует их сохранения, тривиальный объект либо является только терминальным (но не начальным), либо не существует вовсе (например, когда определение структуры требует неравенство 1 ≠ 0).
В категории Ring колец с единицами, кольцо целых чисел Z является начальным объектом, а не {0}.